# Velha da Portela
Eusébio Nascimento, mais conhecido como Velha da Portela ou simplesmente Velha (Rio de Janeiro,  — , ) foi um cantor e compositor brasileiro.
Fez parte do grupo Os Cinco Só, ao lado de Zuzuca do Salgueiro, Zito, Jair do Cavaquinho e Wilson Moreira, e também, com esses mesmos integrantes, do conjunto A Turma do Ganzá.
Foi presidente da ala de compositores da escola de samba Portela, tendo sido um dos autores de "O mundo melhor de Pixinguinha", samba-enredo vice-campeão do Carnaval do Rio de Janeiro de 1974.